# أستيكا وناستيكا

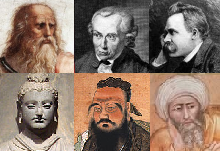

أستيكا (Āstika بمعنى يوجد أو موجود) وناستيكا (nāstika بمعنى غير موجود) هي مبادئ تستخدم في التقليد الفيدي من أجل تصنيف ومقابلة الفلسفات الهندية. يعرّف أتباع الأستيكا بإحدى ثلاثة طرق: على من يقبل سلطة البرهان (برامانا Pramana) في فيدا (الكتاب المقدس عند الهندوسية)، على من يقبل وجود أتمان (الروح)، على من يقبل وجود إيشفارا (الإله). بالمقابل، فإن أتباع ناستيكا هم الذين يرفضون التعريفات الأساسية المذكورة في أستيكا.
هناك خلاف مستمر في تعريفات فلسفات أستيكا وناستيكا حول التعريفات منذ القدم، ولا يوجد هناك إجماع على ذلك. تعد البوذية من التاستيكا، إلا أن غوتاما بودا يعتبر في بعض التقاليد الهندوسية على أنه أفاتار الفيشنو.
إن أكثر مدارس الأستيكا دراسة في الفلسفات الهندية، والتي يشار إليها أحياناً بالمدارس الأصولية، عددها ستة وهي: نيايا (Nyāyá) وفايشيشيكا (Vaiśeṣika) وسامخيا (Sāṃkhya) وفلسفة اليوغا (Yoga) وميمامسا (Mīmāṃsā) وفيدانتا (Vedānta)، وجميعها مدارس الهندوسية. أما أكثر مدارس الناستيكا دراسة في الفلسفات الهندية، والتي يشار إليها أحياناً بالمدارس المبتدعة، عددها أربعة وهي: البوذية والجاينية وشارفاكا وآجيفيكا، والاثنتين الأخيرتين هما من مدارس الهندوسية أيضاً.

## اقرأ أيضاً
- بوذية
- هندوسية